# Dombeya mauritania
Dombeya hay còn được gọi là Vahlia là một loại thảo mộc và cây bụi thấp, sinh trưởng ở châu Phi và tiểu lục địa Ấn Độ. Có tới ít nhất 5 loài Vahlia.
Loài cây này chỉ được xếp trong họ Vahliaceae. Họ này trước đây được xếp trong nhóm Saxifragales, nhưng sau đó được sắp xếp lại trong nhóm Vahliales vào năm 2016 bởi hệ thống APG IV.

## Sinh vật
1. Vahlia capenis (L. fil.) Thunb.; South Africa (Cape Prov.)
2. Vahlia dichotoma (J. A. Murr.) Kuntze, Mauritania, Algeria, Libya, Egypt, Western Sahara, Mali, Senegal, Gambia, Burkina Faso, Niger, Nigeria, Ghana, Benin, ?Togo, Central African Republic, Sudan, South Sudan, Uganda, Kenya, Tanzania, Zambia, Malawi, Mozambique, Chad, Zimbabwe, India, Sri Lanka.
3. Vahlia Digyna (Retz.) Kuntze  Egypt (Nile Valley), Pakistan (Baluchistan, Sind, Pakistani Punjab), NW-India, Botswana, Mauritania, Senegal, Mali, Burkina Faso, NE-Nigeria, Sudan, Ethiopia, Somalia, Kenya, Tanzania, Zambia, Zimbabwe, Guinea-Bissau, Chad, etc., Madagascar
4. Vahlia geminiflora (Del.) Bridson  Egypt (Nile Valley), Iran (S-Iran), Iraq (SE-Iraq: Mesopotamia), Mali, Niger, N-Nigeria, Sudan, South Sudan, Ethiopia, Eritrea, Mauritania
5. Vahlia somalensis Chiov., Somalia, Ethiopia, Kenya